# Toshio Suzuki (producer)

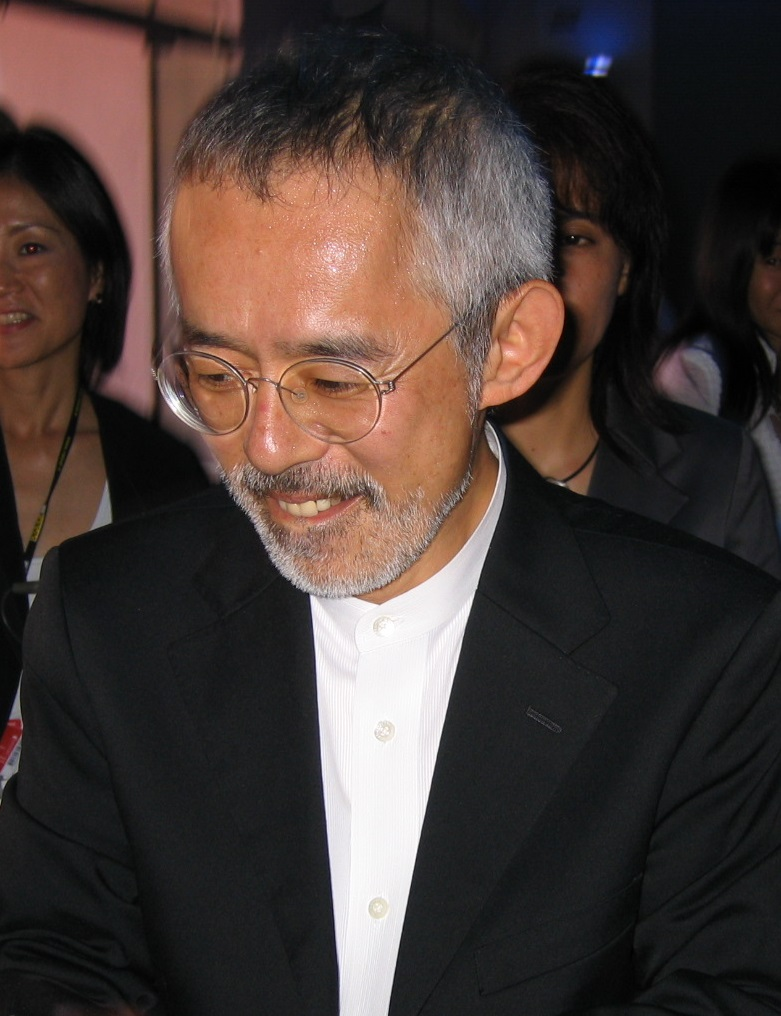
Toshio Suzuki

Toshio Suzuki (鈴木敏夫, Suzuki Toshio ; Nagoya, 19 augustus 1948) is de belangrijkste producer bij Studio Ghibli. Hij produceerde onder andere Howl's Moving Castle, Princess Mononoke en Spirited Away. Ook was Suzuki betrokken bij Nausicaä of the Valley of the Wind, Grave of the Fireflies, My Neighbor Totoro, etc. Voor deze film wordt hij echter nog niet officieel als producer aangemerkt.
Toshio Suzuki begon zijn carrière met het verslaan van "moorden, gangsters en schandalen", tot hij in 1978 als editor en schrijver op het nieuwe tijdschrift Animage werd gezet. Door zijn column over animeklassiekers kwam hij in contact met Hayao Miyazaki en Isao Takahata, met wie hij later Studio Ghibli oprichtte.